# Birwinken
Birwinken est une commune suisse du canton de Thurgovie, située dans le district de Weinfelden.